# Little House Years
 (décembre 2018).
Little House Years est un épisode spécial de la série télévisée La Petite Maison dans la prairie (The Little House On The Prairie).
Écrit par Ondre Lombard et réalisé par Michael Landon, ce téléfilm d'une durée de 2 h 12 min, a été pour la première fois diffusé le 15 novembre 1979 sur la chaine de télévision américaine NBC. Inédit en France.

## Synopsis
A l'occasion du jour d'action de grâce autrement appelé thanksgiving en 1882, les familles Ingalls et Kendalls sont réunis pour le diner dans la ferme des Ingalls à Walnut grove. Après le diner Laura feuillette son album et évoque ses souvenirs concernant les périples passés, le dur labeur et les moments drôles sans oublier l'installation de toute la famille à Walnut Grove. La perte de leur première récolte, les décès de la grand-mère de Laura et de Bunny son cheval ainsi que les plans souvent diaboliques de Nellie Oleson.

## Distribution
Sauf indication contraire, les informations mentionnées dans cette section peuvent être confirmées par la base de données cinématographiques IMDb,  présente dans la section « Liens externes ».
- Michael Landon : Charles Ingalls
- Karen Grassle : Caroline Ingalls
- Melissa Gilbert : Laura Ingalls
- Melissa Sue Anderson : Mary Ingalls
- Lindsay et Sidney Greenbush : Carrie Ingalls
- Brenda Lea et Wendi Lou Turnbaugh : Grace Ingalls
- Matthew Laborteaux : Albert Ingalls
- Linwood Boomer : Adam Kendall
- Richard Bull : Nels Oleson
- Katherine MacGregor : Harriet Oleson
- Alison Arngrim : Nellie Oleson
- Jonathan Gilbert : Willie Oleson
- Karl Swenson : Lars Hanson